# Aeropuerto de Ishigaki
El Aeropuerto de Ishigaki (石垣空港 Ishigaki Kūkō?), (IATA: ISG, OACI: ROIG) es un aeropuerto de tercera clase ubicado en Ishigaki, Prefectura de Okinawa, Japón. El aeropuerto tiene vuelos a los principales destinos japoneses así como vuelos dentro de la Prefectura de Okinawa y las Islas Yaeyama.

## Historia
El aeropuerto fue inaugurado en 1943 para uso militar, y convertido en aeropuerto civil en 1956. La pista fue ampliada de 1200 m (metros) a 1500 m en 1968, permitiendo aterrizar al YS-11.

## Clausurado
El aeropuerto atiende actualmente a cerca de 1,8 millones de pasajeros al año, convirtiéndose en el aeropuerto de tercera clase con más movimiento de Japón, y el tráfico ha crecido enormemente gracias a que las Islas Yaeyama se han convertido en un popular destino turístico. Sin embargo, la pista actual no puede acoger a trenes más grandes que el Boeing 737, y No es posible ampliarlo debido al enclave urbano. El aeropuerto no cuenta con instalaciones para el manejo de carga.
Para solventar estas necesidades, el Nuevo Aeropuerto de Ishigaki se encuentra actualmente en construcción en el lado este de la isla. Los planes de construcción de un nuevo aeropuerto se remontan a 1979, cuando el gobierno prefectural planeó construir una pista de 2500 m (metros) en Shiraho (白保).
El nuevo aeropuerto tendrá una pista de 2000 m capaz de permitir el aterrizaje a aviones de la clase Boeing 767, ampliables a 2500 m para posibilitar las operaciones del jumbo. La construcción comenzó en octubre de 2006, y estará concluido en 2013.

## Aerolíneas y destinos
- All Nippon Airways (Naha)
- Japan Airlines
  - Japan Transocean Air (Osaka-Kansai, Kobe, Miyakojima, Naha, Tokio-Haneda, Yonaguni)
    - Ryukyu Air Commuter (Miyako, Yonaguni)
- Mandarin Airlines (Taipéi) Charter estacional